# Планина Вотовара
Планина Вотовара је стенска формација Западнокарелског узвишења, која се налази на територији сеоског насеља Сукозеро у југоисточном делу Муезерског округа у централном делу Републике Карелије.

## Географски опис
Планина се налази на 20 km (12 mi) југоисточно од насеља Сукозеро, 35 km (22 mi) североисточно од насеља Гимоли, и 40 km (25 mi) југозападно од великог језера (акумулације) Сегозеро. Воттоваара је највиша тачка Западне Карелијске планине, која се налази на 417,3 m надморске висине. Планина покрива површину од 2.316 миља (6 km 2 ).
Планинска област Вотовара се налази у западном крилу Јангозерског синклиноријума, другог по величини (после Оњешког) на Карелијском кратону.
Вотовара је окарактерисана као гребен, који се протеже у субмеридионалном правцу у дужини од приближно 7 km (4,3 mi), састављена од јотнинских кварцита и кварцит-пешчаника, поломљених бројним раседима, вероватно подмлађених у постглацијалном периоду.

## Камени објекти
Висораван је дом бројних камења, од којих је велика већина заобљених громада. У неким случајевима, велике громаде се налазе на својим првобитним позицијама. Први који је пријавио ове камене формације као грађевине које је направио човек био је Сергеј Симоњан, локални историчар из насеља Сукозеро, касних 1970-их. Почетком 1990-их, археолози ММ Шахнович и ИС Мањухин спровели су истраживања на планини и закључили да је камење имало култну намену и да припада култури древног Самијског народа. Серија накнадних публикација у штампи изазвала је интересовање за Вотовару, не само археолога већ и представника мистичних и псеудонаучних покрета.
Међутим, у научним круговима мишљење о људској природи ових група камења није стекло широку прихваћеност. На пример, МГ Косменко и НВ Лобанова, виши научни сарадници Сектора за археологију на Институту за језик, књижевност и историју Карелског научног центра Руске академије наука, сматрају да се могу поделити на природно формиране камене кластере и модерне конструкције изграђене за мистификацију или једноставно као сећање на посету планини. Истраживачи такође примећују да тренутно нису позната никаква синхрона насеља из каменог доба у близини планине, нити било који други материјални трагови „древне популације Самија“.
У августу 2011. године, уредбом Владе Републике Карелије, планински комплекс Воттоваара проглашен је спомеником природе. Заштићено подручје обухвата више од 1.500 хектара и обухвата саму планину и њену територију.

## О значењу топонима Вотовара
Топоним саамског порекла „Вотовара“ је двосложен; први део је "вото", а други део је "вара". У самским топонимима назив обично почиње описом објекта, након чега следи назив као што је језеро, планина, река итд.
„Ваара“ се са Самског преводи као „планина“. Постоје и још две речи сличног звука: варр (вар) — пут и варрь (вар') — шума. Међутим, у топонимима самског порекла „ваара“ се увек примењује на географски објекат „планина“. На карелском језику : вуару — планина, а на финском : ваара — планина, брдо.
„Вотто“ је транскрипција саамске речи вуејјте (изговара се „вуеите“) — победити, победити, победити. На финском језику: воитто — победа, а на карелском језику: воитто — победа, профит (изговара се на оба језика као „воитто“).
Име планине Вотовара може се превести као "Планина победе".
Ово тумачење подржава чињеница да се у непосредној близини планине налазе четири додатна географска обележја која деле исто име: река Вото и три језера: Вотозеро, Вотомукс и Кеивото. Према истраживачима Владимиру Чарнолуском и Георгију Керту, који се специјализују за обичаје Сама и топонимски лексикон Самија, прва компонента у називу могла би да се односи на античка култна места и да има епско порекло. Ниједан други регион на мапи Северне Русије, као ни Скандинавија, нема слично груписање објеката са идентичним именом.
Археолошке знаменитости у централној Карелији датирају пре 5-6 хиљада година. Примарне активности Самија били су лов и риболов. Планина Воттоваара је окружена језерима са рибљим резерватима и налази се на раскрсници сезонских миграционих путева за ирвасе. Лов на ирвасе карактерише константност станишта животиња и стабилност миграционих путева. Претпоставља се да би се ловци и риболовци пењали на планину пре почетка сезоне да би понудили дарове сиеидима (светим камењем) у нади за успешан лов и риболов.